# Bunker Hill (Los Angeles)
Bunker Hill è un distretto storico della Downtown di Los Angeles.

## Storia

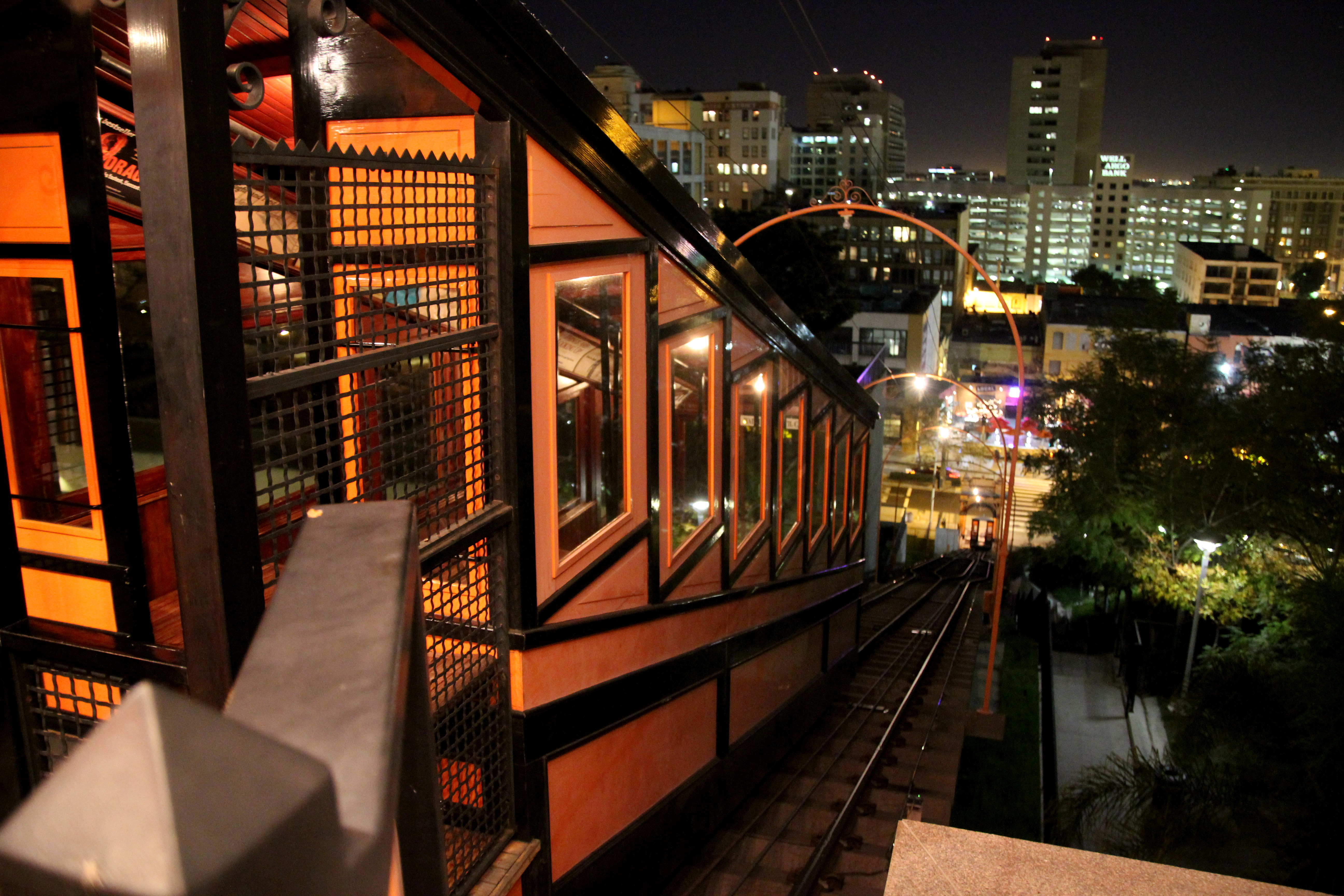
La funicolare Angels Flight nel 2011

Negli anni '40 e '50 del ventesimo secolo la zona di Bunker Hill fu spesso utilizzata come set cinematografico specialmente in film del genere noir soprattutto per la presenza delle sue case in stile vittoriano e per la sua funicolare denominata Angels Flight. Furono girati in questa zona film come Doppio gioco (1949), Nei bassifondi di Los Angeles (1951) e Un bacio e una pistola (1956).
Alla fine del XX secolo la collina sulla quale è posto il quartiere fu abbassata e l'intera area fu ristrutturata per sostituire i vecchi edifici con edifici moderni in cemento armato e grattacieli. Nel quartiere di Bunker Hill si trova la Cattedrale di Nostra Signora degli Angeli.

## Attrazioni
- Walt Disney Concert Hall
- Pershing Square